# Манас (река)
Манас је међународна река у подножју Хималаја између Бутана и Индије. Име је добила по Манасу, богу змији из Хиндуистичке митологије. Извире на јужним падинама Хималаја и представља највећи речни систем у Бутану. Дужина реке је 376 км, од чега 272 км протиче кроз Бутан, а 104 км кроз индијску савезну државу Асам. Улива се у реку Брамапутра код града Јогихопа у Индији.
У Долини реке постоје два велика шумска резервата:Краљевски национални парк Манас основан 1966. године који се простире на 43.834 хектара и Национални парк Манас основан 1955. године и простире се на 391.000 хектара. У њему постоји резерват за тигрове и слонове који су део Светске баштине Унеска од 1985. године.

## Географија
Укупан слив реке која тече кроз Бутан и Индију је 41.350 km². Кури Чу или Лобрак је главна притока реке Манас. То је једина река која се уздиже северно од Великих Хималаја и улива у Манас на југу Бутана. Поред ње веће притоке су Тонгса Чу и Бумтанг. Укупна дужина реке је 376 км, од чега 272 км протиче кроз Бутан, а 104 км кроз Индију.
Долина реке у доњем речном току у подножју, је окружена малим ливадама које се налазе међу густо листопадним шумовитим обронцима са много речица, потока и природних одводних канала који се уливају у Манас. У доњем току реке, постоје многе глатке пешчане површине прекривене дрвећем.

## Хидрологија
Манас је планинска река. Надморска висина на којој тече река варира од 100 метара у близини индијске границе до 7.500 метара на Хималајима. Велики распон у надморској висина и разноврсни климатски услови омогућавају богату флору и фауну у сливу реке.

## Клима
Клима варира, од топлих и влажних суптропских услова на југу, до хладних и сувих алпских условима на северу. Од маја до октобра на југу, монсун доноси обилне падавине, више од 4.000 милиметара кише. Даље на север, падавина су веома оскудне од 600 до 700 милиметара измерене за период јун – август.
Разлика између максималног и минималног протока реке забележена током монсуна и сувих месеци се разликује и до 20 пута. Река Манас има просечни проток 7.641 m³/s.

## Угрожавање животне средине
Река Манас је током осамдесетих година двадесетог века била центар контроверзи. Предложена је израдња две бране у Бутану како би се направила хидроелектрана и направила шема за наводњавање. Због нарушавања животне средине ово је постао не само локални проблем, већ и међународни, па је план 1986. године пропао. Опасност од поплава је честа.

## Литертура
- Negi, Sharad Singh (1991). Himalayan rivers, lakes, and glaciers. Indus Publishing. ISBN 978-81-85182-61-2. Приступљено 14. 10. 2015.